# Rachel McQuillan
Rachel McQuillan (Merewether, 2 de dezembro de 1971) é uma ex-tenista profissional australiana.

## WTA Tour finais

### Simples 7
| Legenda           |   |
| Grand Slam        | 0 |
| WTA Championships | 0 |
| Tier I            | 0 |
| Tier II           | 0 |
| Tier III          | 0 |
| Tier IV & V       | 0 |
| Olimpíadas        | 0 |

| Resultado | N. | Data             | Torneio                    | Piso   | Oponente             | Placar        |
| Vice      | 1. | 16 Setembro 1989 | Athens Trophy, Grécia      | Saibro | Cecilia Dahlman      | 3–6, 6–1 5–7  |
| Vice      | 2. | 7 Janeiro 1990   | Brisbane, Austrália        | Duro   | Natalia Zvereva      | 4–6, 0–6      |
| Vice      | 3. | 16 Setembro 1990 | Kitzbühel, Áustria         | Saibro | Claudia Kohde-Kilsch | 6–7, 4–6      |
| Vice      | 4. | 26 Maio 1991     | Strasbourg, França         | Saibro | Radomira Zrubáková   | 6–7, 6–7      |
| Vice      | 5. | 5 Janeiro 1992   | WTA de Brisbane, Austrália | Duro   | Nicole Provis        | 3–6, 2–6      |
| Vice      | 6. | 15 Janeiro 1994  | WTA de Hobart, Australia   | Duro   | Mana Endo            | 1–6, 7–6, 4–6 |
| Vice      | 7. | 3 Dezembro 2000  | Mount Gambier, Austrália   | Duro   | Evie Dominikovic     | 2–6, 1–6      |

## Duplas 16 (5–11)
| Legenda           |   |
| Grand Slam        | 0 |
| WTA Championships | 0 |
| Tier I            | 0 |
| Tier II           | 0 |
| Tier III          | 4 |
| Tier IV & V       | 1 |
| Olimpíadas        | 0 |

| Títulos por Piso |   |
| Duro             | 4 |
| Saibro           | 0 |
| Grama            | 1 |
| Carpete          | 0 |

| Resultado | N.  | Data             | Torneio                       | Piso    | Parceira                | Oponentes                              | Placar        |
| Vice      | 1.  | 4 Fevereiro 1990 | Tokyo Indoor, Japão           | Carpete | Jo-Anne Faull           | Gigi Fernández Liz Smylie              | 2–6, 2–6      |
| Vice      | 2.  | 30 Setembro 1990 | Bayonne, França               | Carpete | Jo-Anne Faull           | Louise Field Catherine Tanvier         | 6–7, 7–6, 6–7 |
| Campeã    | 3.  | 25 Agosto 1991   | Schenectady, Nova York, EUA   | Duro    | Claudia Porwik          | Nicole Arendt Shannan McCarthy         | 6–2, 6–4      |
| Vice      | 4.  | 29 Setembro 1991 | Bayonne, França               | Carpete | Catherine Tanvier       | Patricia Tarabini Nathalie Tauziat     | 3–6, RET      |
| Vice      | 5.  | 9 Fevereiro 1992 | Osaka, Japão                  | Carpete | Sandy Collins           | Rennae Stubbs Helena Suková            | 6–3, 4–6, 5–7 |
| Vice      | 6.  | 3 May 1992       | Taranto, Itália               | Saibro  | Radomira Zrubáková      | Amanda Coetzer Inés Gorrochategui      | 6–4, 3–6, 6–7 |
| Vice      | 7.  | 14 Setembro 1992 | Paris, França                 | Saibro  | Noëlle van Lottum       | Patricia Tarabini Sandra Cecchini      | 5–7, 1–6      |
| Campeã    | 8.  | 29 Agosto 1993   | Schenectady, Nova York, EUA   | Duro    | Claudia Porwik          | Florencia Labat Barbara Rittner        | 4–6, 6–4, 6–2 |
| Campeã    | 9.  | 19 Setembro 1993 | Hong Kong                     | Duro    | Karin Kschwendt         | Debbie Graham Marianne Werdel-Witmeyer | 1–6, 7–6 6–2  |
| Vice      | 10. | 9 Janeiro 1994   | Brisbane, Austrália           | Duro    | Jenny Byrne             | Laura Golarsa Natalia Medvedeva        | 3–6, 1–6      |
| Vice      | 11. | 15 Janeiro 1994  | Hobart, Austrália             | Duro    | Jenny Byrne             | Linda Wild Chanda Rubin                | 5–7, 6–4, 6–7 |
| Vice      | 12. | 7 Agosto 1994    | San Diego, California, EUA    | Duro    | Ginger Helgeson-Nielsen | Jana Novotná Arantxa Sánchez Vicario   | 3–6, 3–6      |
| Vice      | 13. | 19 Maio 1997     | Edinburgh, Reino Unido        | Saibro  | Nana Miyagi             | Nicole Arendt Manon Bollegraf          | 1–6, 6–3, 7–5 |
| Vice      | 14. | 18 Maio 1998     | WTA de Madrid, Espanha        | Saibro  | Nicole Pratt            | Florencia Labat Dominique Monami       | 3–6, 1–6      |
| Campeã    | 15. | 18 Junho 2000    | WTA de Birmingham, Inglaterra | Grama   | Lisa McShea             | Cara Black Irina Selyutina             | 6–3, 7–6(5)   |
| Campeã    | 16. | 7 Outubro 2001   | Japão Open                    | Duro    | Liezel Huber            | Janet Lee Wynne Prakusya               | 6–2, 6–0      |